# 英德国家森林公园
广东英德国家森林公园位于广东省中部偏北地区，北江中游，地处珠三角北沿地带，被称为“广东喀纳斯”。

## 历史
2000年12月28日，国家林业局批准设立广东英德国家森林公园，经营面积为107000公顷。2018年5月，经国家林业和草原局批准，英德国家森林公园经营范围改为4971.82公顷，分为英西峰林片区和长湖片区，是目前广东省范围最大的森林公园。

## 自然生态

### 地貌
公园位于南岭山脉东南支脉的山区丘陵地带，地质构属北江干扰带，以石灰岩、砂页岩、花岗岩为主，整体地貌为中低山地环绕向南倾斜的盆地。地貌类型主要有流水地貌、岩溶地貌。

### 气候
公园地处北回归线以北，属于亚热带季风性气候，夏季盛行偏南的暖湿气流，冬季盛行干冷的偏北风。

### 土壤
公园处于赤色壤与红壤的过渡区域，自然土壤以赤红壤、红壤、红色石灰土和黄壤为主，耕作土以水稻土、赤色壤旱地、红色石灰土旱地和潮汐沙泥土旱地为主。

### 植被
公园内有国家二级保护植物17种，分别为蛇足石杉、福建观音座莲、金毛狗、水蕨、中华猕猴桃、光叶红豆、紫荆木等

### 动物
公园内有国家一级保护动物三种，分别为黄胸鹀、小灵猫、大灵猫。国家二级保护动物35种，分别为虎纹蛙、平胸龟、地龟、蟒、眼镜王蛇等。